# Belvosia elusa
Belvosia elusa là một loài ruồi trong họ Tachinidae.